# Biểu tình tại Hồng Kông ngày 12 tháng 6 năm 2019
Cuộc đối đầu căng thẳng giữa những người biểu tình phản đối dự luật dẫn độ và Lực lượng cảnh sát Hồng Kông xảy ra vào ngày 12 tháng 6 năm 2019 bên ngoài Trụ sở Chính phủ ở Kim Chung, đảo Hồng Kông. Cuộc biểu tình đã gây ra bởi chính phủ giới thiệu về Dự luật sửa đổi đối với Người phạm tội bỏ trốn gây tranh cãi, dự kiến sẽ được thông qua vào lần đọc thứ hai vào ngày 12 tháng 6 mặc dù có sự phản đối lớn.
Khoảng 40.000 người biểu tình đã tập trung bên ngoài Trụ sở Chính phủ đã cố gắng và đã ngăn chặn thành công lần đọc dự luật thứ hai, mặc dù Cảnh sát đã triển khai nhiều hộp hơi cay, đạn cao su và đạn đậu để giải tán người biểu tình. Chính phủ và cảnh sát mô tả cuộc biểu tình là một "cuộc bạo loạn", mặc dù sau đó họ rút lại một phần yêu sách và nói rằng chỉ có năm trong số những người bị bắt đã bạo loạn. Cảnh sát đã bị chỉ trích rộng rãi vì sử dụng vũ lực quá mức và bắt giữ người biểu tình trong bệnh viện. Cụ thể, việc nhốt những người biểu tình bên trong CITIC Tower, đã bị lên án rộng rãi.
Sự kiện này là cuộc xung đột nghiêm trọng và dữ dội nhất giữa cảnh sát và người biểu tình trong giai đoạn đầu của cuộc biểu tình ở Hồng Kông năm 2019. Người biểu tình bắt đầu đưa ra năm yêu cầu cốt lõi của họ, bao gồm việc thành lập một Ủy ban điều tra độc lập về hành vi và sử dụng vũ lực của cảnh sát và phóng thích và miễn tội cho những người biểu tình bị bắt giữ. Các cuộc biểu tình sau đó chứng kiến những người biểu tình và cảnh sát đụng độ nhau khi số lượng cáo buộc về hành vi sai trái của cảnh sát tiếp tục gia tăng.

## Bối cảnh
Cuộc biểu tình đã gây ra bởi sự ra đời của Dự luật sửa đổi đối với Người phạm tội bỏ trốn của chính phủ Hồng Kông. Dự luật này nếu được ban hành, sẽ cho phép chính phủ Hồng Kông dẫn độ những kẻ chạy trốn tội phạm đang bị truy nã ở các vùng lãnh thổ tại đây đến các khu vực bao gồm Đài Loan và Trung Quốc đại lục. Điều này tạo ra mối lo ngại rằng dự luật sẽ đưa cư dân và du khách Hồng Kông đến hệ thống tài phán và luật pháp Trung Quốc đại lục, làm suy yếu quyền tự trị của khu vực và quyền tự do dân sự của nó.
Vào ngày 9 tháng 6 năm 2019, ước tính khoảng 1 triệu người biểu tình đã diễu hành trên đường phố trên đảo Hồng Kông để yêu cầu chính phủ rút dự luật dẫn độ gây tranh cãi. Cuộc tuần hành leo thang biến thành cuộc xung đột dữ dội giữa cảnh sát và người biểu tình. Đặc khu trưởng Hồng Kông Carrie Lam tuyên bố vào ngày hôm sau rằng bà thừa nhận cuộc biểu tình tuần hành và hiểu rằng đó là "mối quan ngại rõ ràng" giữa các công dân Hồng Kông về dự luật. Tuy nhiên, bà khẳng định dự luật sẽ được chuyển cho Hội đồng Lập pháp để đọc lần thứ hai vào ngày 12 tháng 6, bất chấp sự phản đối của đông đảo mọi người. Đáp lại, các nhà hoạt động bắt đầu kêu gọi tổng đình công và vận động các thành viên từ cộng đồng biểu tình bên ngoài Trụ sở Chính phủ để ngăn chặn dự luật thông qua lần đọc thứ hai.

## Diễn biến

### Giai đoạn đầu
Một bài đăng trên Facebook kêu gọi mọi người "cùng tận hưởng một buổi dã ngoại" tại Công viên Thiêm Mã (Tamar Park) vào ngày 11 tháng 6, nó đã thu hút 2.000 người. Lực lượng cảnh sát đã dự đoán sẽ có cuộc biểu tình vào ngày hôm sau nên đã thắt chặt an ninh. Bên trong nhà ga Kim Chung, khoảng 50 đến 60 sĩ quan cảnh sát đã yêu cầu hành khách dừng lại, chủ yếu là thanh thiếu niên và tìm kiếm túi xách của họ. Những người phe dân chủ đến để hỗ trợ thanh thiếu niên và nghi ngờ cảnh sát thiếu biện minh cho việc tìm kiếm, và khoảng 300 người qua đường đã tập trung gần nơi xảy ra xung đột, nhiều người trong số họ hét lên để lên án quyết định của cảnh sát. Cảnh sát rời nhà ga lúc 9:05 tối.

### Tổng đình công và chiếm đóng

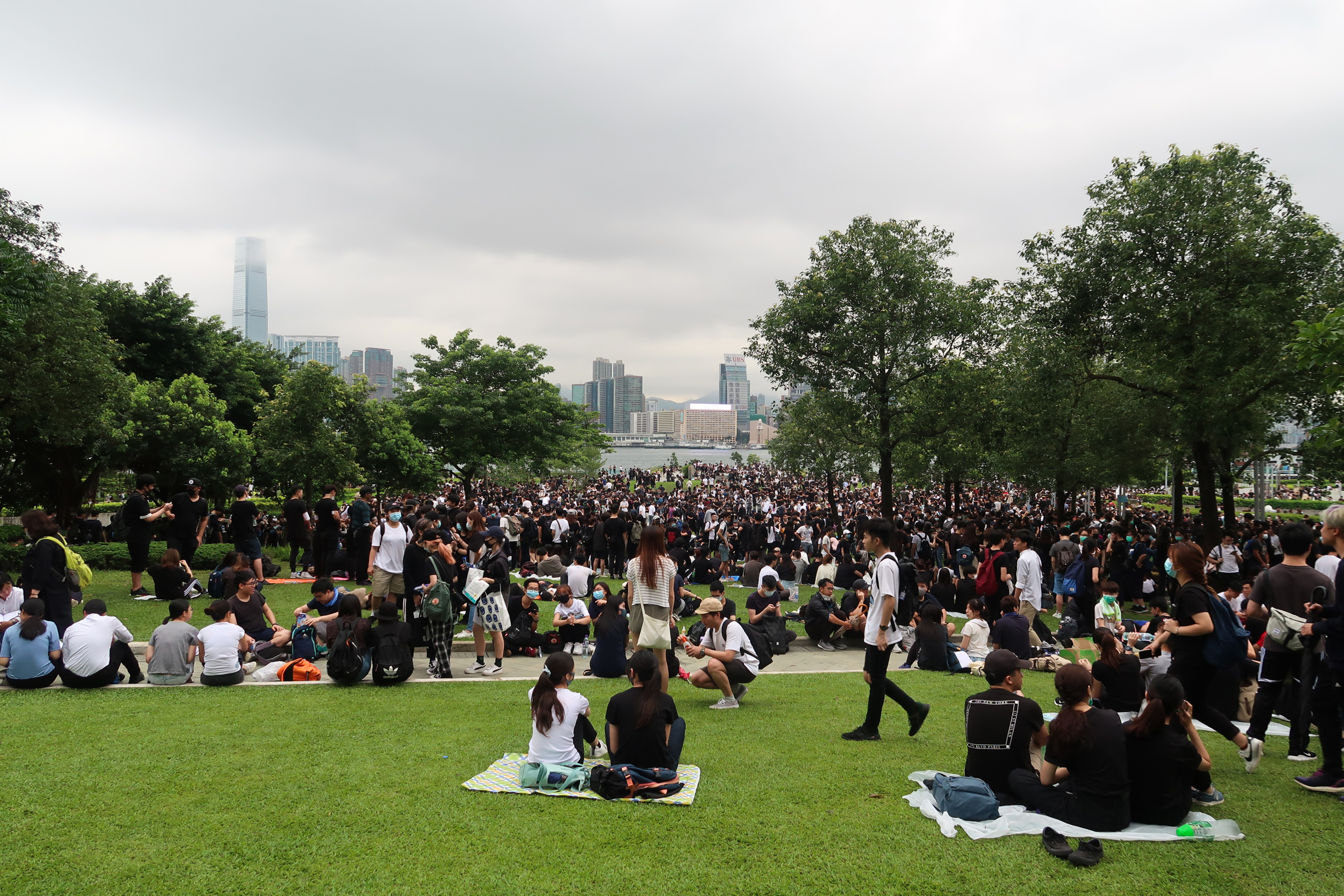
Các nhóm trực tuyến kêu gọi mọi người "đi dã ngoại" vào sáng ngày 12 tháng 6 tại Công viên Thiêm Mã.

Một cuộc tổng đình công đã được kêu gọi vào ngày 12 tháng 6, ngày nối lại kế hoạch của lần đọc thứ hai của dự luật dẫn độ. Liên đoàn Công đoàn Hồng Kông (HKCTU) đã kêu gọi công nhân tham gia cuộc biểu tình; Hàng trăm doanh nghiệp đóng cửa trong ngày và nhiều công nhân đã đình công. Ngoài ra còn một liên đoàn khác của Hồng Kông cũng kêu gọi đình công. HSBC, Standard Chartered và Bank of East Asia đã đóng cửa một số chi nhánh trung ương; một số ngân hàng và công ty kiểm toán Big Four đã đồng ý sắp xếp công việc linh hoạt cho nhân viên; Câu lạc bộ đua ngựa Hồng Kông đã đóng cửa ba chi nhánh cá cược trung tâm của mình, với lý do an toàn cho nhân viên. Hội liên hiệp giáo viên chuyên nghiệp Hồng Kông (HKPTU) kêu gọi các thành viên của mình tham dự một cuộc biểu tình phản đối sau giờ học vào ngày hôm đó. Công đoàn sinh viên của hầu hết các tổ chức giáo dục đại học lớn cũng đã kêu gọi đình công sinh viên vào ngày 12 tháng 6; 50 nhóm phúc lợi xã hội và tôn giáo cũng tham gia cuộc đình công. Giáo phận Công giáo Hồng Kông kêu gọi chính phủ và công chúng Hồng Kông thể hiện sự kiềm chế, và chính quyền "không vội vàng sửa đổi dự luật dẫn độ trước khi đáp ứng đầy đủ các mối quan tâm của ngành pháp lý và công chúng." 

## Bắt giữ
Cảnh sát đã bắt giữ 32 người sau cuộc biểu tình. Ủy viên cảnh sát Lư Vĩ Thông (Stephen Lo) tuyên bố vụ đụng độ là "bạo loạn" và lên án hành vi của người biểu tình. Lư nói bằng tiếng Quảng Đông và sử dụng từ "gây rối", nhưng một phát ngôn viên cảnh sát sau đó đã làm rõ nó có nghĩa là "bạo loạn". Đặc khu trưởng Lâm Trịnh Nguyệt Nga ủng hộ Lư và nói rằng "những hành động nguy hiểm và đe dọa đến tính mạng" của người biểu tình đã biến thành một "cuộc bạo loạn trắng trợn, có tổ chức". Lư Vĩ Thông sau đó đã ủng hộ đặc tính của cuộc biểu tình là bạo loạn, nói rằng trong tất cả những người biểu tình, chỉ có năm người trong số họ nổi loạn. Ông nói thêm rằng "hầu hết những người khác tham gia sự kiện công khai là những người biểu tình ôn hòa. Họ không cần phải lo lắng rằng họ đã gây ra tội ác bạo loạn". Tuy nhiên, năm người bị bắt vì bạo loạn đều được thả ra mà không bị buộc tội vào ngày 24 tháng 10.

### Bắt giữ tại bệnh viện
Ít nhất bốn người biểu tình đã bị bắt tại các bệnh viện trong khi đang được điều trị sau các cuộc đụng độ vào đầu ngày hôm đó. Cảnh sát trưởng thừa nhận rằng các sĩ quan đã truy cập hồ sơ y tế, gây lo ngại về bảo mật thông tin bệnh nhân. Vào ngày 17 tháng 6, Ủy viên Hội đồng Lập pháp của khu vực bầu cử y tế Pierre Chan đã trình bày một danh sách một phần tiết lộ thông tin của 76 bệnh nhân đã được điều trị tại phòng cấp cứu của bệnh viện công vào ngày 12 và 13 tháng 6, cùng với một ghi chú dành cho cảnh sát được viết ở góc trên bên trái của tài liệu. Chan cho biết một danh sách như vậy có thể có được thông qua hệ thống dữ liệu lâm sàng ở một số bệnh viện mà không cần mật khẩu  và cáo buộc Cơ quan Bệnh viện Hồng Kông (HKHA) đã rò rỉ dữ liệu của bệnh nhân cho cảnh sát. HKHA phủ nhận cáo buộc đó và nhấn mạnh họ chưa bao giờ cho phép bất cứ ai in dữ liệu của bệnh nhân cho cảnh sát.
Bệnh viện Cơ đốc phục lâm Hồng Kông – Thuyền Loan cũng đã từ chối điều trị cho một người biểu tình bị thương và khuyên người này nên đến bệnh viện Yan Chai trước khi báo cáo với cảnh sát. Bệnh viện tư nhân nói với truyền thông rằng giao thức của nó cấm nó xử lý các trường hợp liên quan đến "hoạt động tội phạm", thêm rằng các bệnh nhân liên quan đến các trường hợp đó được chuyển đến bệnh viện công.
Căng thẳng gia tăng giữa ngành y và lực lượng cảnh sát với cả hai bên bị buộc tội quấy rối và lạm dụng bằng lời nói. Lực lượng cảnh sát sau đó đã rút khỏi các vị trí tại Bệnh viện Queen Elizabeth và Bệnh viện Yan Chai.

## Hậu quả

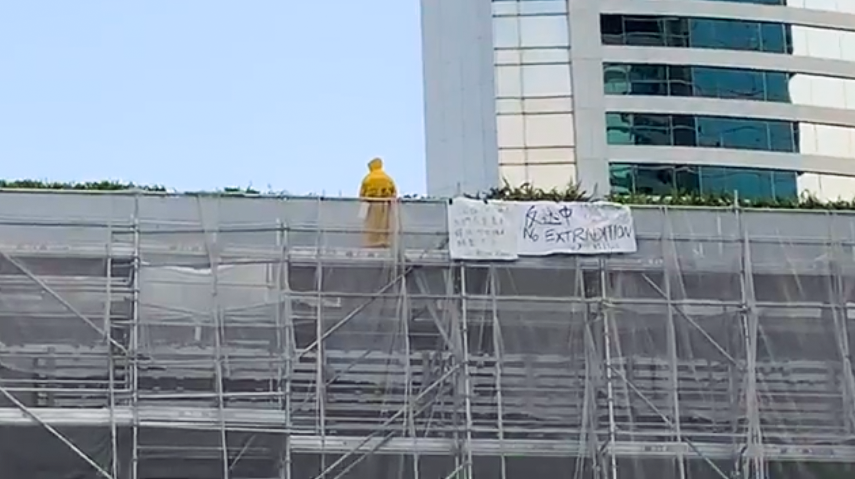
Lương Lăng Kiệt trên giàn giáo tại Pacific Place trước khi anh ta chết vào ngày 15 tháng Sáu.

Các cuộc biểu tình phản đối dự luật dẫn độ vẫn tiếp tục sau ngày 12 tháng 6, vì những người biểu tình chỉ tìm cách trì hoãn việc đọc dự luật lần thứ hai. Để đối phó với sự tàn bạo của cảnh sát, người biểu tình bắt đầu yêu cầu thành lập một Ủy ban điều tra độc lập về hành vi của cảnh sát và sử dụng vũ lực trong cuộc biểu tình và yêu cầu cảnh sát rút lại đặc tính "bạo loạn". Những yêu cầu này sau đó đã hình thành nền tảng của năm yêu cầu cốt lõi của người biểu tình.
Vào ngày 15 tháng 6, Đặc khu trưởng Carrie Lam tuyên bố "đình chỉ" dự luật nhưng lại không rút hoàn toàn. Phản ứng với xô xát ngày 12 tháng 6, bà ủng hộ cảnh sát, gọi họ "đã kiềm chế" và đồng ý với đặc tính của cuộc biểu tình là bạo loạn. Ngay sau đó, một người đàn ông 35 tuổi tên Lương Lăng Kiệt đã trèo lên bục cao trên tầng thượng của Pacific Place. Lương mặc chiếc áo mưa màu vàng có dòng chữ "Cảnh sát tàn bạo là kẻ máu lạnh" và "Carrie Lam đang giết chết Hồng Kông", anh ta đã chết sau năm giờ bế tắc vì rơi từ tầng cao. Vào ngày 16 tháng 6, Mặt trận Nhân dân về Nhân quyền đã tổ chức cuộc biểu tình rầm rộ thu hút 2 triệu người.
Chính phủ đã từ chối việc lập ra một cuộc điều tra độc lập và tuyên bố rằng Hội đồng Khiếu nại Cảnh sát Độc lập (IPCC) – một tổ chức nội bộ, sẽ xem xét các khiếu nại. Sau sự kiện ngày 12 tháng 6, sự chú ý của các cuộc biểu tình đã chuyển sang các cuộc đối đầu giữa lực lượng cảnh sát và người biểu tình. Số lượng các cáo buộc về hành vi sai trái của Cảnh sát tiếp tục gia tăng trong các cuộc biểu tình tiếp theo, khi các cuộc biểu tình leo thang thành xung đột dữ dội giữa hai bên.
Robert Godden – nhà sáng lập của một tổ chức nhân quyền cho rằng sự kiện ngày 12 tháng 6 là "sự leo thang đầu tiên của lực lượng" và rằng hầu hết các cuộc biểu tình sau này là "một sự leo thang vùn vụt" dựa trên những gì đã xảy ra vào ngày 12. Nhận xét về chiến thuật của cảnh sát, ông mô tả chúng là "rất bừa bãi, rất cùn, rất không có kế hoạch, rất không tinh vi".